# Thomas Plaßmann
Thomas Plaßmann (* 1960 in Essen) ist ein deutscher Cartoonist und Karikaturist.

## Biografie und Persönliches
Nach dem Abitur studierte Plaßmann Geschichte und Germanistik und absolvierte eine Ausbildung zum Tischler. Seit 1987 ist er freischaffender Zeichner. Plaßmann ist verheiratet und hat drei Kinder.

## Publizität und Verbreitung
Plaßmann zeichnet täglich Cartoons bzw. Karikaturen für Tageszeitungen. Er veröffentlicht regelmäßig in der Frankfurter Rundschau, der Hannoverschen Allgemeinen Zeitung, der Neuen Ruhr Zeitung, der Berliner Zeitung, den Nürnberger Nachrichten, im Spiegel, in den Kirchenzeitungen der Diözese Speyer (der pilger) und der Diözese Trier (Paulinus – Wochenzeitung im Bistum Trier) sowie in den Werdener Nachrichten. Darüber hinaus publiziert er in Zeitschriften, Fachpublikationen und Büchern.

## Publizierte Bücher
(eine Auswahl – Illustrationen in vielen weiteren Büchern)
- Cartoon Essen. Die Stadtgeschichte in Cartoons (1986)
- Günter – Abstand halten! (1993)
- Cartoons für Juristen, mit Claus-Wilhelm Kühnhold (1995, Lappan-Verlag, Oldenburg)
- Ein Leben lang (1999, Nest-Verlag, Frankfurt)
- Politik Macht Spaß (2000, Nest-Verlag, Frankfurt)
- Dann bis nächsten Sonntag! (2001, Herder-Verlag, Freiburg)
- Bitte folgen! Neue Cartoons über Gott und die Welt (2004, Herder-Verlag, Freiburg)
- Den Seinen gibt's der Herr im Schlaf. 33 Bibelcartoons (2006, Herder-Verlag, Freiburg)
- zusammen mit Ewald Frie (Text): Das Schokoladenproblem. Die Verfassung von Nordrhein-Westfalen jungen Menschen erzählt, Greven, Köln 2009, ISBN 978-3-7743-0433-8.
- Prost Wahlzeit! Das Schönste und Beste aus dem Versprecher-Album. Karikaturen von  NEL, Thomas Plaßmann, Heiko Sakurai und Klaus Stuttmann. Mit einem Vorwort von Miriam Hollstein, Schaltzeit Verlag, Berlin, 2013, ISBN 978-3-9413-6230-7.
- Das glaub ich jetzt nicht! - Cartoons von oben (2016, Camino Verlag)

## Auszeichnungen
- 1993: Publikumspreis des Köpenicker Karikaturensommers
- 1994: Medaille der Hürriyet-Stiftung beim Internationalen Hürriyet-Cartoon-Wettbewerb
- 1995: 3. Preis beim Karikaturenwettbewerb der Frankfurter Rundschau zum Thema „Europa 2000“
- 1995, 1997, 1998, 1999, 2001, 2002, 2005 Auszeichnungen im Rahmen des Deutschen Preises für die politische Karikatur „Mit spitzer Feder“
- 1998: Karikaturen-Preis der Signal-Versicherung
- 1999: Auszeichnung mit der Spitzen Feder des Bundesverbands Deutscher Zeitungsverleger (BDZV)
- 2000: Karikaturenpreis der Stadt Stuttgart
- 2002: Auszeichnung Rückblende 2001 des Bundesverbands Deutscher Zeitungsverleger (BDZV) mit dem 2. Preis für die beste Karikatur
- 2015: 3. Preis in der Kategorie Karikatur bei der Rückblende 2014[3]
- 2019: Publikumspreis Rückblende 2018 für eine Zeichnung mit AfD-Thematik[4]